# 로키차니구

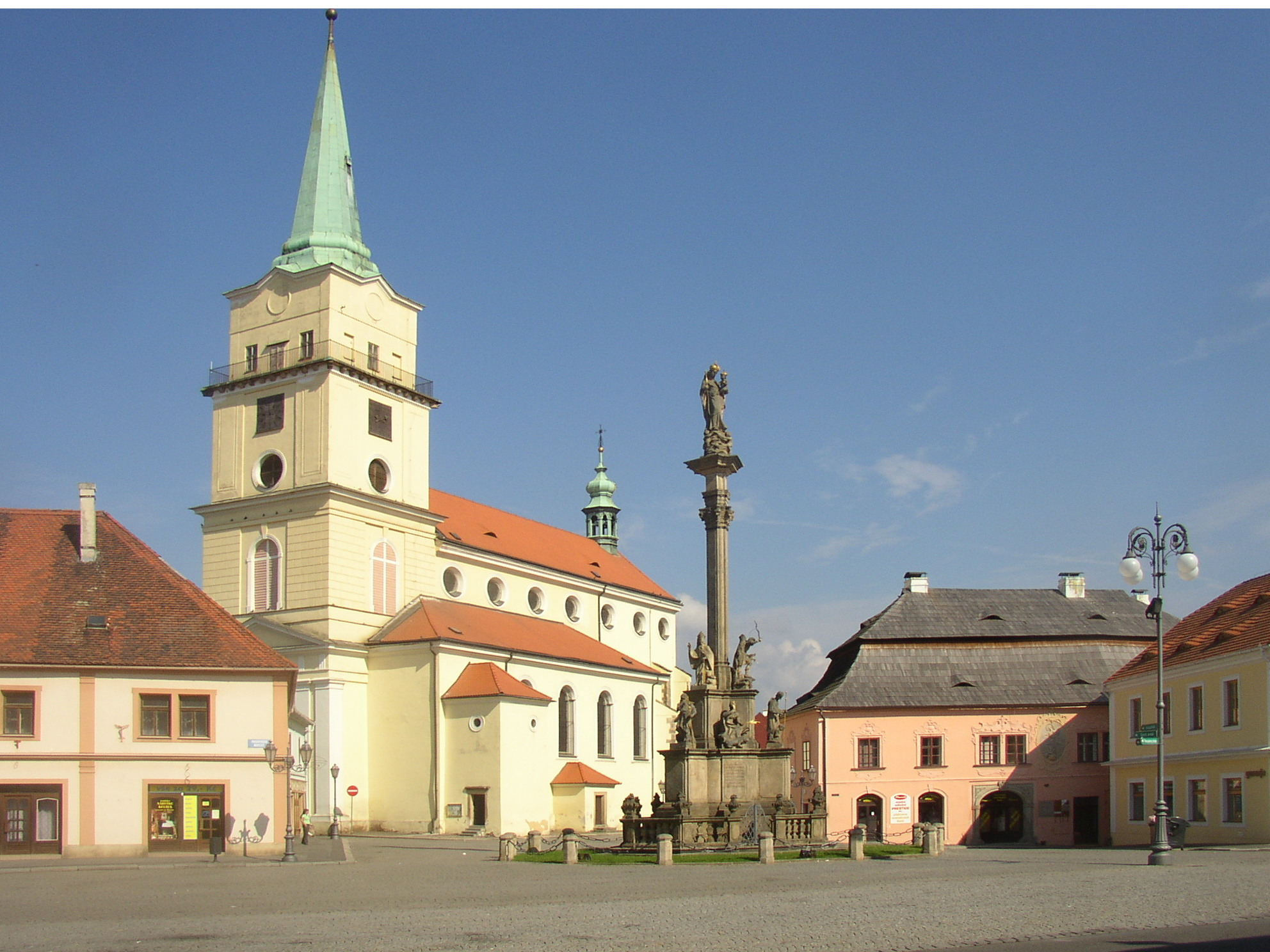
로키차니구의 행정 중심지인 로키차니

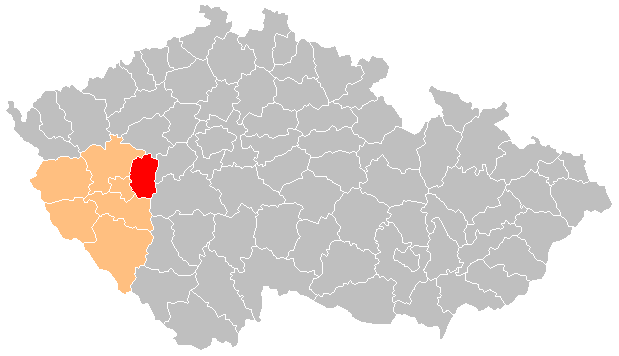
로키차니구의 위치

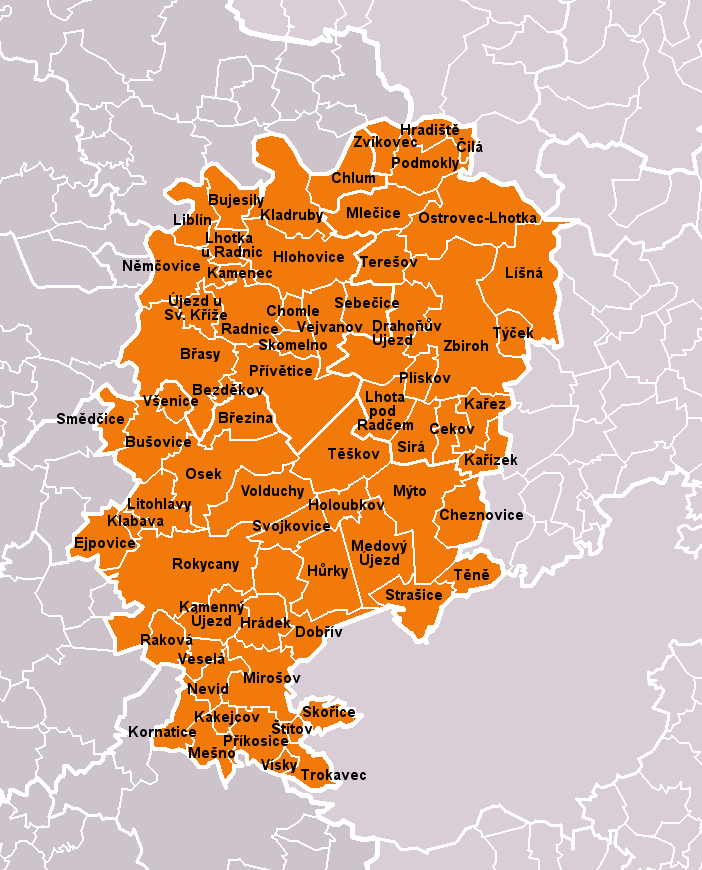
로키차니구가 관할하는 지방 자치체

로키차니구(체코어: Okres Rokycany)는 체코 플젠주를 구성하는 7개 구 가운데 하나로 행정 중심지는 로키차니이며 면적은 575.11km2, 인구는 48,966명(2019년 1월 1일 기준), 인구 밀도는 85명/km2이다.
플젠주 동부에 위치하며 68개 지방 자치체(8개 시, 60개 마을)를 관할한다. 플젠주 남플젠구, 플젠 도시구, 북플젠구, 중앙보헤미아주 라코브니크구, 베로운구, 프르지브람구와 접한다.